# Ross Alexander
Ross Alexander (Brooklyn, 27 de julho de 1907 - Los Angeles, 2 de janeiro de 1937), foi um ator de cinema dos Estados Unidos.
Com a sua vida profissional e pessoal em desordem, e cheio de dívidas, Alexander deu um tiro na cabeça no celeiro atrás de sua casa. Alexander usou a mesma arma que sua esposa Aleta Freel usou dois anos antes. Seu último filme, Ready, Willing and Able (1937), foi lançado postumamente.
Lou Cannon escreveu em seu livro "Governador Reagan: Sua Ascensão ao Poder" que um jovem Ronald Reagan, então a trabalhar como radialista em Iowa, foi contratado em parte pela Warner Brothers para substituir o recentemente falecido Ross Alexander.

## Filmografia
| Ano  | Título                    | Papel                           | Notas |
| ---- | ------------------------- | ------------------------------- | ----- |
| 1932 | The Wiser Sex             | Jimmy O'Neill                   |       |
| 1934 | Social Register           | Lester Trout                    |       |
| 1934 | Gentlemen Are Born        | Tom Martin                      |       |
| 1934 | Flirtation Walk           | Cadet Oscar Berry               |       |
| 1935 | Maybe It's Love           | Rims O'Neil                     |       |
| 1935 | Going Highbrow            | Harley Marsh                    |       |
| 1935 | We're in the Money        | C. Richard Courtney, aka Carter |       |
| 1935 | A Midsummer Night's Dream | Demetrius                       |       |
| 1935 | Shipmates Forever         | Lafayette "Sparks" Brown        |       |
| 1935 | Captain Blood             | Jeremy Pitt                     |       |
| 1936 | Boulder Dam               | Rusty Noonan                    |       |
| 1936 | Brides Are Like That      | Bill McAllister                 |       |
| 1936 | I Married a Doctor        | Erik Valborg                    |       |
| 1936 | Hot Money                 | Chick Randall                   |       |
| 1936 | China Clipper             | Tom Collins                     |       |
| 1936 | Here Comes Carter         | Kent Carter                     |       |
| 1937 | Ready, Willing and Able   | Barry Granville                 |       |